# Мабеллини, Теодуло
Теодуло Мабеллини (итал. Teodulo Mabellini; 2 апреля 1817, Пистоя — 10 марта 1897, Флоренция) — итальянский композитор.
Сын Винченцо Мабеллини, трубача и конструктора духовых музыкальных инструментов. Учился игре на флейте у Джоваккино Бимбони, пел в хоре кафедрального собора под руководством Луиджи Герардески. Около 1830 г. начал изучать контрапункт и инструментовку у Джузеппе Пилотти. Затем учился во Флоренции, в 1836 г. там была поставлена его первая опера «Матильда из Толедо», успех которой принёс композитору стипендию великого герцога Леопольда II для обучения композиции под руководством Саверио Меркаданте. За годы учёбы у Меркаданте в Новаре Мабеллини написал две мессы, исполненные там же, и оперу «Ролла», премьера которой состоялась в 1840 г. и также прошла с большим успехом. В 1842 г. Мабеллини завершил обучение и вернулся в Пистойю, а годом позже окончательно обосновался во Флоренции. С 1848 г. он в течение почти 30 лет занимал пост капельмейстера флорентийского театра «Пергола».
В 1859—1892 гг. профессор гармонии и композиции Флорентийской консерватории. Среди многочисленных учеников Мабеллини, в частности, Гвидо Таккинарди, Луиджи Манчинелли, Реджинальдо Граццини.
Творческое наследие Мабеллини состоит преимущественно из опер и церковной музыки, оркестровые и инструментальные сочинения немногочисленны. Участник работы над инициированной Джузеппе Верди Мессой по Россини. Ему принадлежала также музыка национального гимна Тосканского герцогства (1858, слова Бардо де Барди).